# Ida Orloff

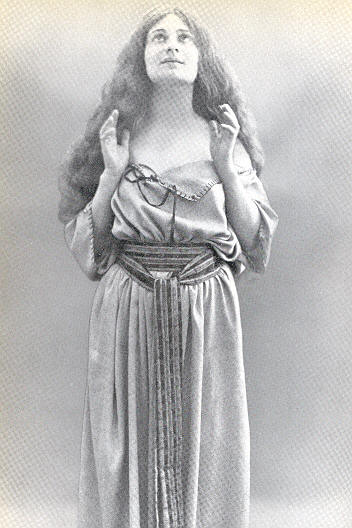
Ida Orloff als Gersuind in Berlin am 11. Januar 1908 während der Premiere zu Hauptmanns Kaiser Karls Geisel.

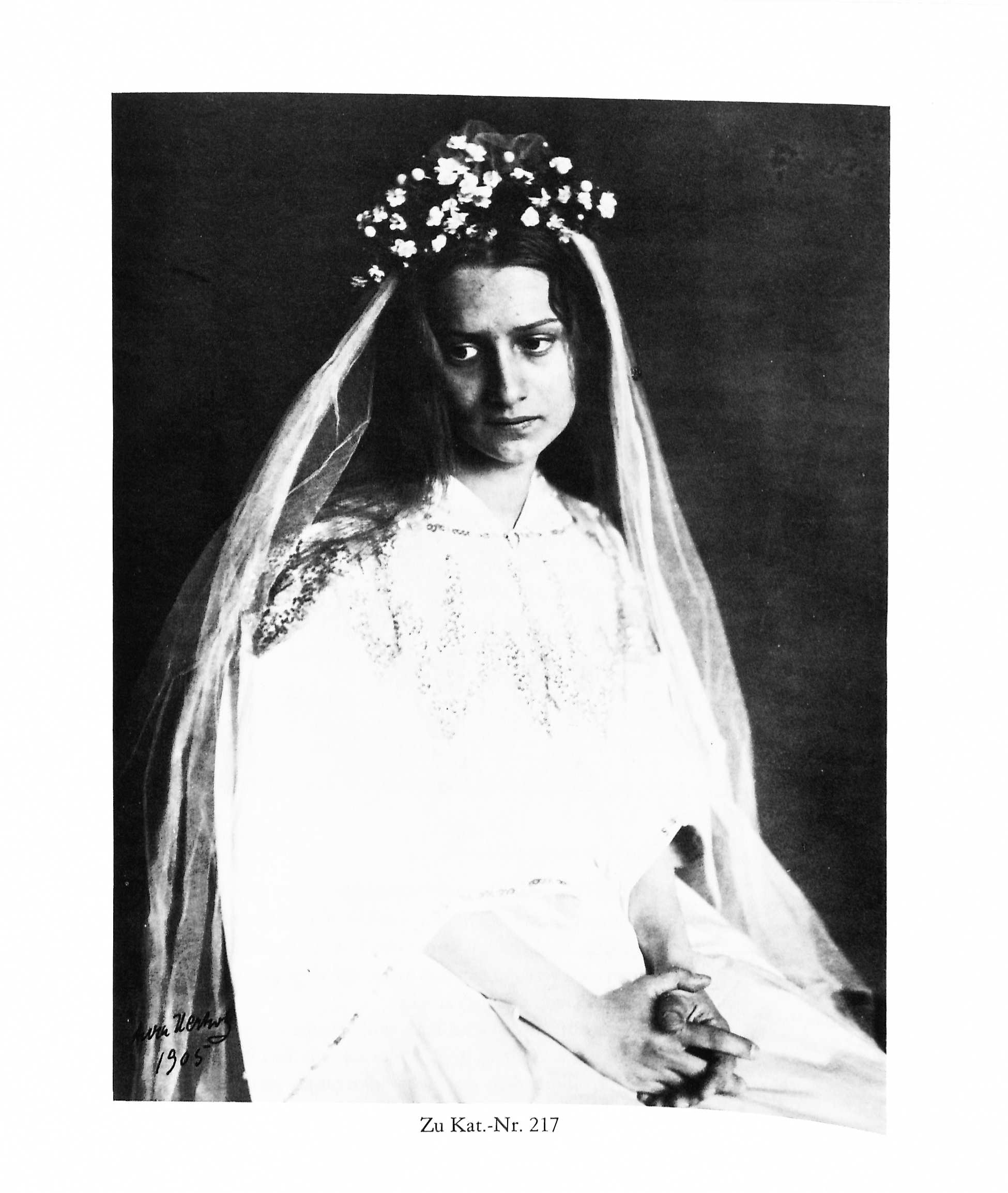
Ida Orloff in Hanneles Himmelfahrt

Ida Orloff, Pseudonym von Ida Margaretha Siegler von Eberswald, geborene Weißbeck, verheiratete und geschiedene Leppmann; genannt Iduschka (* 16. Februar 1889 in St. Petersburg; † 9. April 1945 in Tullnerbach) war eine österreichisch-russische Schauspielerin, Übersetzerin.

## Leben
Als Ida Orloff vier Jahre alt war, starb ihr Vater Georg Weißbeck. Einige Jahre später heiratete ihre Mutter Ida Weißbeck den österreichischen Adligen und Offizier Georg Siegler, Edler von Eberswald.
Als junges Mädchen besuchte Ida Siegler eine Klosterschule. In Wien besuchte sie später die Theaterschule Otto. 1905 spielte sie eine kleine Rolle in dem Theaterstück Die Büchse der Pandora von Frank Wedekind, in dem auch ihre Freundin Tilly Newes mitspielte. In dem Drama Kleine Sklavin von Anton Dietzenschmidt spielte sie die Titelrolle.
Mit 16 Jahren hatte sie eine Liaison mit Gerhart Hauptmann, der zu jener Zeit mit Margarete Marschalk verheiratet war. Hauptmann sah sie als Muse (Sie soll mir sein, was Beatrice dem Dante, trotz allem. Ich halte mich an das Fleckenlose, Unsterbliche; Tagebucheintrag vom 10. April 1906) und Mätresse, während sie ihn bewunderte und darauf hoffte, dass sie von seiner Erfahrung und seinen Kontakten profitieren könne. Der Kontakt zwischen den beiden hielt lange an und wurde auch in Briefen fortgesetzt. In späteren Jahren blieben allerdings viele Briefe oder schriftliche Bitten von ihr an ihn unbeantwortet.
Am 23. Juli 1907 heiratete sie ihren Jugendfreund Karl Satter. Am Berliner Lessing-Theater spielte sie in dem Stück Kaiser Karls Geisel von Gerhart Hauptmann die einzige weibliche Rolle, die Gersuind. 1907 spielte sie am Lessing-Theater in Gerhart Hauptmanns Stück Kollege Crampton Cramptons Tochter Gertrud. Am 20. Januar 1908 wurde die Ehe von Ida und Karl Satter geschieden, allerdings lebten die beiden zehn weitere Jahre zusammen. Am 27. September 1908 gebar sie in Berlin den mit Gerhart Hauptmann gezeugten Sohn, den späteren Schriftsteller, Redakteur und Kritiker Heinrich Satter. Im darauf folgenden Jahr erhielt sie ein Engagement am Wiener Burgtheater. Ida Orloff übernahm 1913 eine Filmrolle in dem dänischen Stummfilm Atlantis, was Burgschauspielern laut Vertrag nicht gestattet war. Auf entsprechende Reaktionen aus Wien reagierte sie mit öffentlicher Kritik und wurde daraufhin entlassen. Im Herbst gründete sie eine eigene Theatergruppe, mit der sie in Russland auftrat. Da dies jedoch nicht von finanziellem Erfolg begleitet war, kehrte sie 1913 wieder nach Wien zurück.
Nach dem Ausbruch des Ersten Weltkriegs begleitete sie ihren geschiedenen Ehemann Karl nach Kopenhagen, der dort dem Militärdienst entgehen wollte. Im Jahr 1916 verstarb dort ein zweiter Sohn nur sechs Wochen nach der Geburt. Im darauffolgenden Jahr wurde sie erneut schwanger. Während der Schwangerschaft zerbrach ihre Ehe endgültig und sie kehrte nach Wien zurück. Ihren neugeborenen Sohn (* 1918) gab sie in die Hände ihrer Schwägerin Hanna und reiste – mangels Engagement am Wiener Burgtheater – mit ihrem ältesten Sohn wieder nach Berlin.
Zu Auftritten in verschiedenen (zweitklassigen) Theaterstücken gesellten sich Lesungen. Orloff übersetzte russische belletristische Literatur und gab Schauspielunterricht. Ihre finanzielle Situation war sehr angespannt, bis sie 1923 (bis 1933) ein festes Engagement als dramatische Rundfunksprecherin erhielt. Sie arbeitete dabei für die Nordische Rundfunk AG (NORAG) und die Funk-Stunde Berlin. Zu hören war sie u. a. neben Richard Ohnsorg in der Titelrolle von Hauptmanns Und Pippa tanzt! (1924) und in gleicher Funktion in Hanneles Himmelfahrt (1925), hier mit Theodor Loos als Partner.
1933 emigrierte sie mit Franz Leppmann, ihrem zweiten Ehemann, sowie ihrem gemeinsamen Sohn Wolfgang Leppmann (1922–2002) nach Italien, wo sie zusammen mit ihrem Mann bis zur Schließung im Jahre 1938 am Landschulheim Florenz arbeitete und auch Russischunterricht erteilte. Da Italien teilweise deutsche Emigranten an das Deutsche Reich auslieferte, und die Auslieferung ihres Mannes drohte, wandte sich Orloff hilfesuchend an den von den Nationalsozialisten hochgeschätzten Gerhart Hauptmann. Der antwortete, er könne nicht helfen. So zog sie für kurze Zeit nach England, bevor sie nach Berlin zurückkehrte; Mann und Sohn blieben in London. Sie ließ sich scheiden und hatte 1941 am Berliner Rose-Theater als Hauptmann-Darstellerin noch einmal Erfolg. Später zog sie sich nach Wien zurück und lebte ab 1942 in Tullnerbach bei Wien.
Während der Kämpfe um Wien am Ende des Zweiten Weltkriegs, am 9. April 1945, beging sie aus Angst vor Plünderungen und Vergewaltigungen Suizid. Sie wurde in ihrem Anwesen in Tullnerbach beigesetzt und 1953 zum Friedhof Pressbaum überstellt. Die Grabstätte ist nicht mehr auffindbar.

## Filmografie
- 1913: Atlantis

## Hörspiele
- 1924: Und Pippa tanzt – Autor: Gerhart Hauptmann
- 1925: Der Tor und der Tod – Autor: Hugo von Hofmannsthal; Regie: Alfred Braun
- 1925: Die Landparty – Autor: Adolf Glaßbrenner; Regie: Alfred Braun
- 1925: Die Hasen in der Hasenheide – Autor: Louis Angely; Regie: Alfred Braun
- 1925: Hanneles Himmelfahrt – Autor: Gerhart Hauptmann; Regie: Ernst Pündter
- 1926: Heiligland – Autor: Alice Fliegel-Bodenstedt; Regie: Hermann Beyer
- 1926: Xantippe und Sokrates – Autor:  Maurice Baring
- 1926: Königliche Ehefreuden – Autor: Maurice Baring
- 1926: Das Postamt – Autor: Rabindranath Tagore; Regie: Hans Bodenstedt
- 1926: Die versunkene Glocke – Autor: Gerhart Hauptmann; Regie: Hans Bodenstedt